# Friedrich Parrot

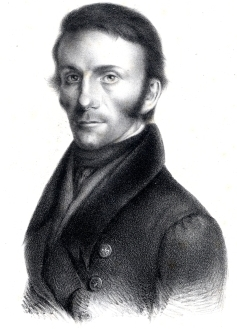
Johann Jakob Friedrich Wilhelm Parrot. Zeichnung von 1829

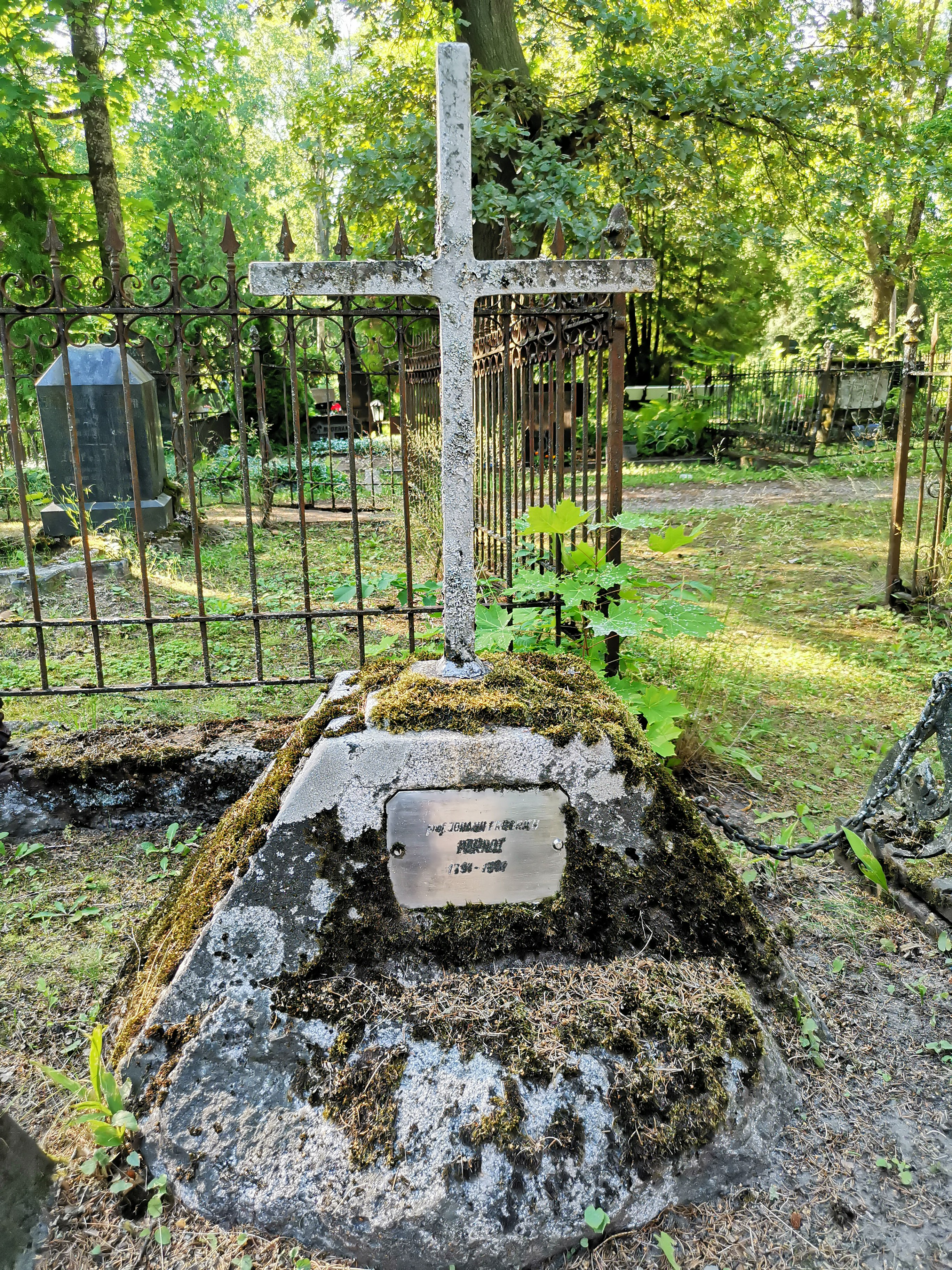
Grab auf dem Friedhof Tartu (Raadi kalmistu)

Johann Jakob Friedrich Wilhelm Parrot (* 14. Oktober 1792 in Karlsruhe, Heiliges Römisches Reich; † 3. Januarjul. / 15. Januar 1841greg. in Dorpat, Russisches Kaiserreich) war ein deutschbaltischer Naturforscher und Forschungsreisender. Sein offizielles botanisches Autorenkürzel lautet „Parrot“.

## Leben
Friedrich Parrot wurde als Sohn des Physikers und Hochschullehrers Georg Friedrich Parrot (1767–1852) geboren. Er studierte von 1807 bis 1814 Medizin an der Kaiserlichen Universität Dorpat. 1814 promovierte er zum Dr. med et chir. 1816 wurde Parrot korrespondierendes Mitglied der Petersburger Akademie der Wissenschaften.
Parrot unternahm 1811/12 mit Moritz von Engelhardt eine mineralogische Reise auf die Krim und in den Kaukasus und stellte auf dieser barometrische Höhenmessungen zwischen dem Schwarzen und dem Kaspischen Meer an. 1815 wurde Parrot Stabsarzt bei der russischen Armee, bereiste in der Folge Südeuropa und wurde 1821 Professor der Physiologie, Pathologie und Semiotik, später (1826) auch der Physik an der Universität Dorpat. 1830/31 war er dort Prorektor und von 1831 bis 1834 Rektor.
1829 bereiste er im Auftrag der russischen Regierung den Kaukasus und Armenien, das im Zuge des russisch-türkischen Krieges gerade unter russische Kontrolle gekommen war. Die Reise war am 16. Dezember 1828 von Zar Nikolaus I. persönlich genehmigt worden: 

„Eine von dem Hofrathe und ordentl. Professor der Physik an der Universität Dorpat, D. Friedrich Parrot, projectirte naturwissenschaftliche Reise nach dem Ararat, in Begleitung von mehrern Zöglingen der Universität Dorpat, auf deren eigene Kosten, ist von Sr. Maj. dem Kaiser am 16. Dec. v. J. eigenhändig und mit dem Hinzufügen genehmigt worden, daß noch ein zuverlässiger Feldjäger, welcher während der ganzen Dauer der Expedition sich bey derselben befinde, abzufertigen und die zur Reise erforderlichen Taschen-Chronometer aus dem kaiserl. Institute zu Petersburg zu verabfolgen seyen. Dem Prof. Parrot werden auf dieser Reise begleiten ein Botaniker, ein Zoolog, ein Mineralog und ein Astronom.“

Im Rahmen dieser Reise bestieg er am 9. Oktober 1829 auf der Suche nach der Arche Noah gemeinsam mit russischen Offizieren und Armeniern als Erster den Berg Ararat. Unter den Teilnehmern befand sich auch Chatschatur Abowjan.
1837 unternahm Parrot eine Reise zum Nordkap. Die Veröffentlichung der Ergebnisse dieser letzten Reise wurde durch lange Kränklichkeit und frühen Tod gehindert.
Nach Parrot sind der Mondkrater Parrot, die Parrotspitze, der Peak Parrot und die monotypische Pflanzengattung Parrotia mit der einzigen Art Parrotia persica benannt.

## Werke (Auswahl)
- mit Moritz von Engelhardt: Reise in die Krym und den Kaukasus. Verlag der Realschulbuchhandlung, Berlin 1815.[5]
- Ueber die Schneegränze auf der mittäglichen Seite des Rosagebürges und barometrische Messungen. In: Journal für Chemie und Physik, Heft 19/1817, S. 367–423 (online bei ANNO).
- Ueber ein zweckdienliches Verfahren bey der sogenannten Thränenfistel-Operation, nebst Beobachtungen über die Verrichtungen der Thränenwege. 1821.[6]
- Reise in den Pyrenäen. In: Naturwissenschaftliche Abhandlungen aus Dorpat. Band 1. Reimer, Berlin 1823.[7] Auszug: Bilder aus den Pyrenäen. In: Geist der Zeit. Ein Journal für Geschichte, Politik, Geographie, Staaten- und Kriegskunde, und Literatur, Heft 2/1824, S. 307–323 (online bei ANNO).
- Reise zum Ararat. Berlin 1834, 2 Bände (Digitalisat)